# Corallimorpharia
Corallimorpharia — невеликий ряд шестипроменевих коралів, що налічує 24 види. Ряд близький з актиніями. Ця невелика група коралів не має жорсткого зовнішнього скелета. Щупальця в кільці навколо рота часто з булавоподібними кінцями.

## Класифікація
В ряді виокремлюють 4 родини:
- Actinodiscidae
- Corallimorphidae Hertwig, 1882
- Discosomatidae Andres, 1883
- Ricordeidae Watzl, 1922
- Sideractiidae Danielssen, 1890

## Галерея

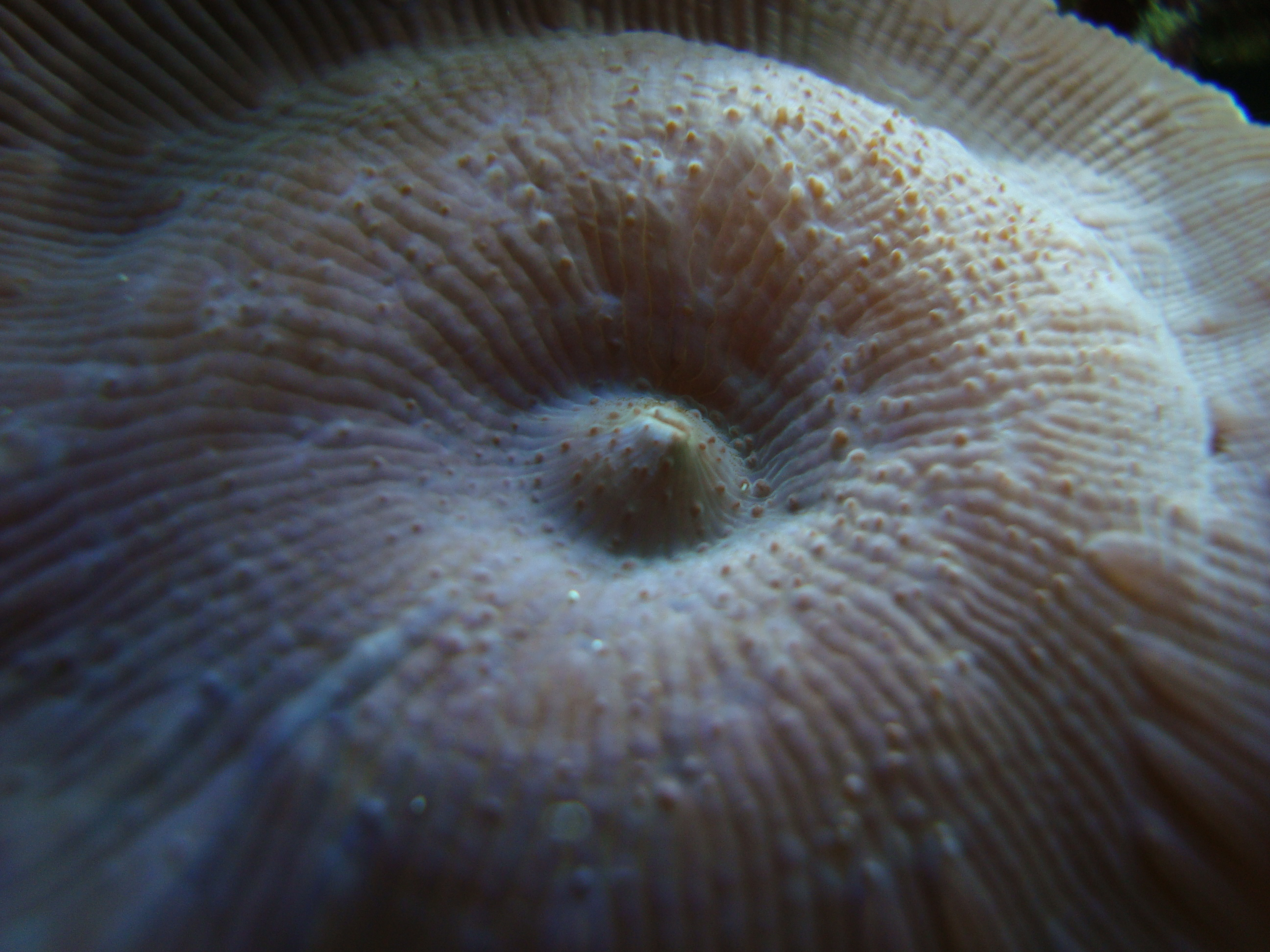
Actinodiscus
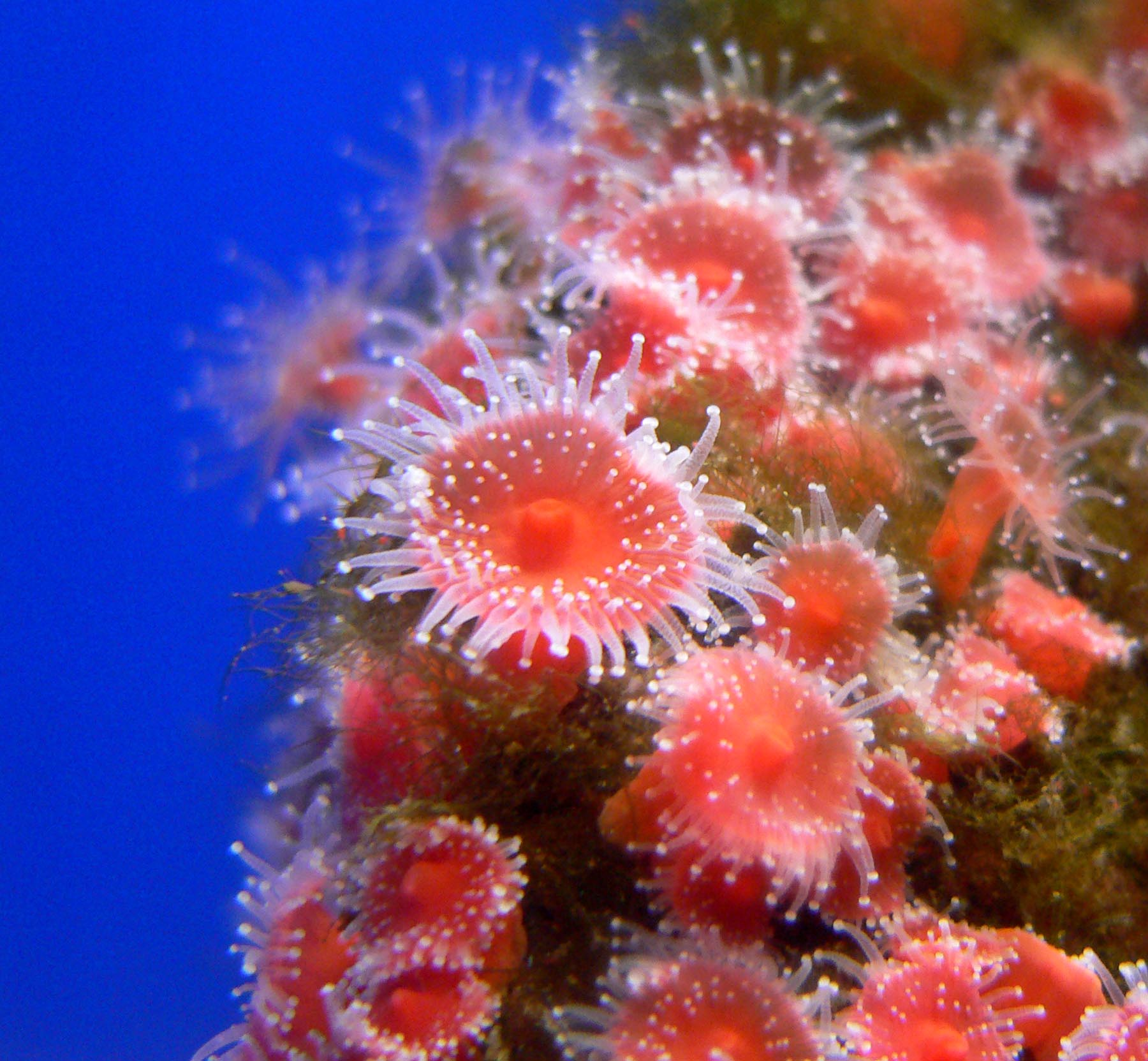
Corynactis californica
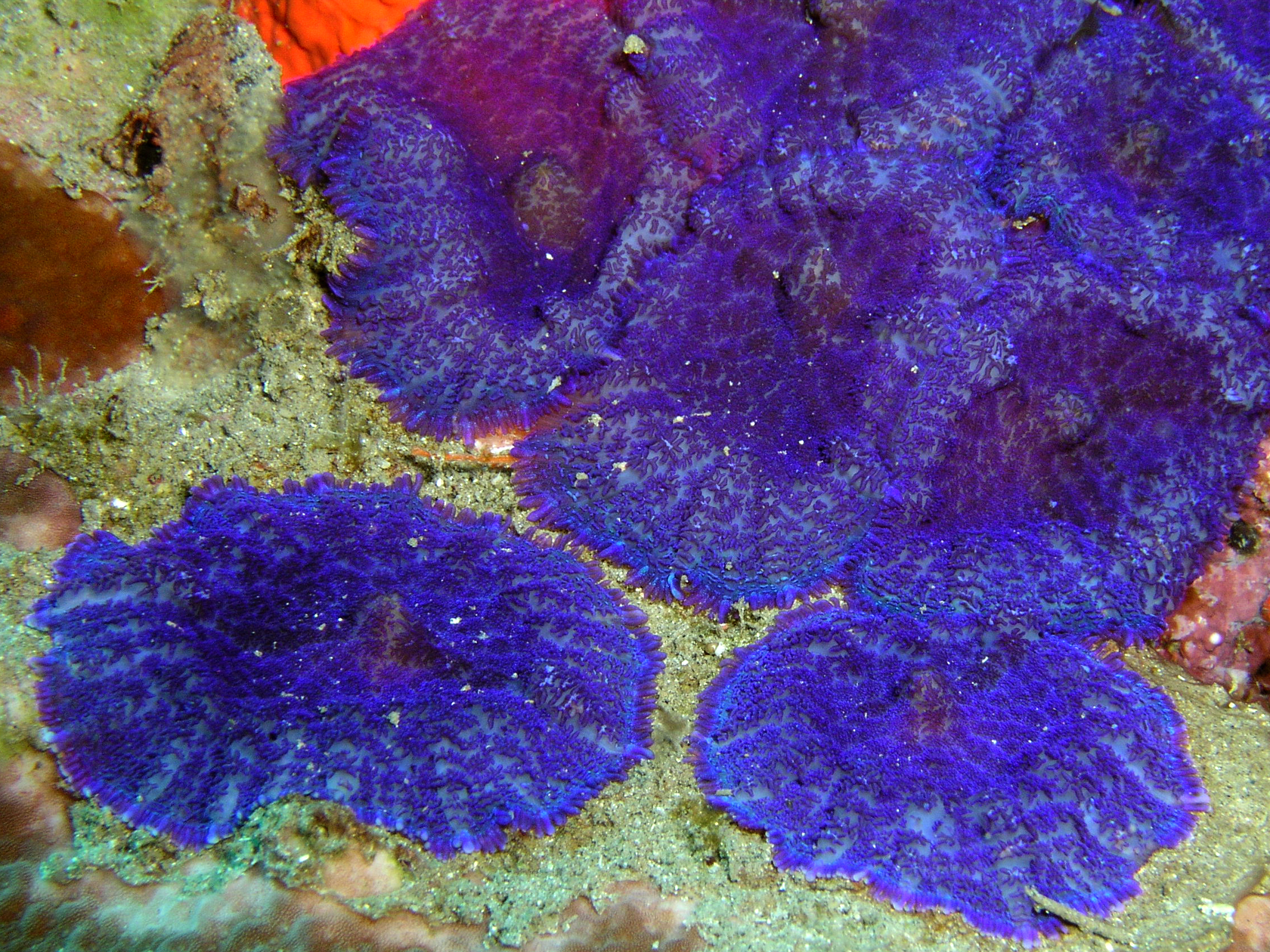
Discosoma
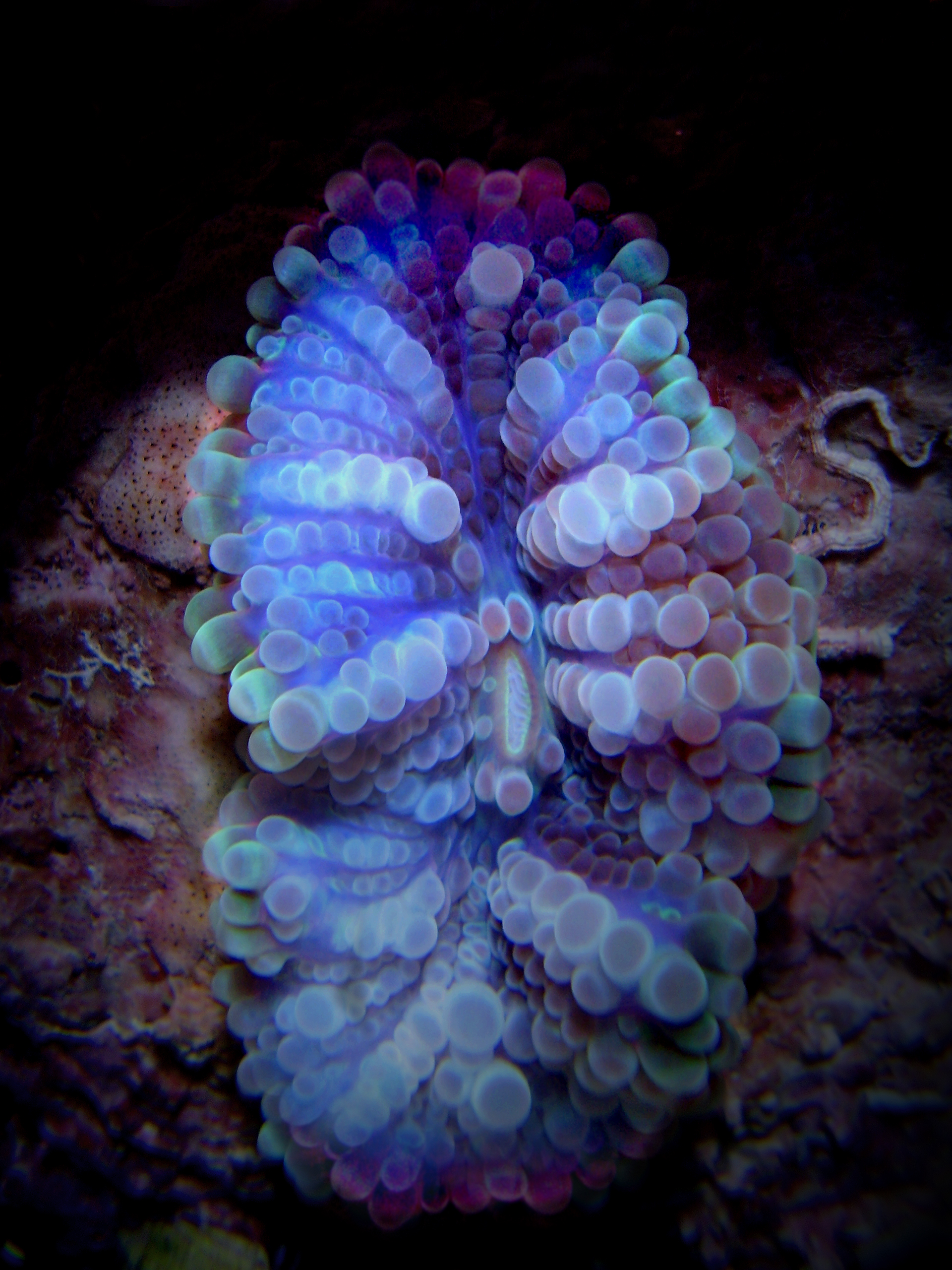
Ricordea yuma